# Piobetta
Piobetta est une commune française située dans la circonscription départementale de la Haute-Corse et le territoire de la collectivité de Corse. Elle appartient à l'ancienne piève d'Alesani.

## Géographie
Le nom signifie en langue corse l'endroit où pousse les peupliers. Il s'agit sans doute du peuplier tremble, encore visible aujourd'hui. C'est une espèce pionnière, pouvant pousser sur des terres brûlées.

## Urbanisme

### Typologie
Au 1er janvier 2024, Piobetta est catégorisée commune rurale à habitat très dispersé, selon la nouvelle grille communale de densité à sept niveaux définie par l'Insee en 2022.
Elle est située hors unité urbaine et hors attraction des villes,.

### Occupation des sols
L'occupation des sols de la commune, telle qu'elle ressort de la base de données européenne d’occupation biophysique des sols Corine Land Cover (CLC), est marquée par l'importance des forêts et milieux semi-naturels (100 % en 2018), une proportion identique à celle de 1990 (100 %). La répartition détaillée en 2018 est la suivante : 
forêts (74,7 %), milieux à végétation arbustive et/ou herbacée (14,9 %), espaces ouverts, sans ou avec peu de végétation (10,4 %). L'évolution de l’occupation des sols de la commune et de ses infrastructures peut être observée sur les différentes représentations cartographiques du territoire : la carte de Cassini (XVIIIe siècle), la carte d'état-major (1820-1866) et les cartes ou photos aériennes de l'IGN pour la période actuelle (1950 à aujourd'hui).

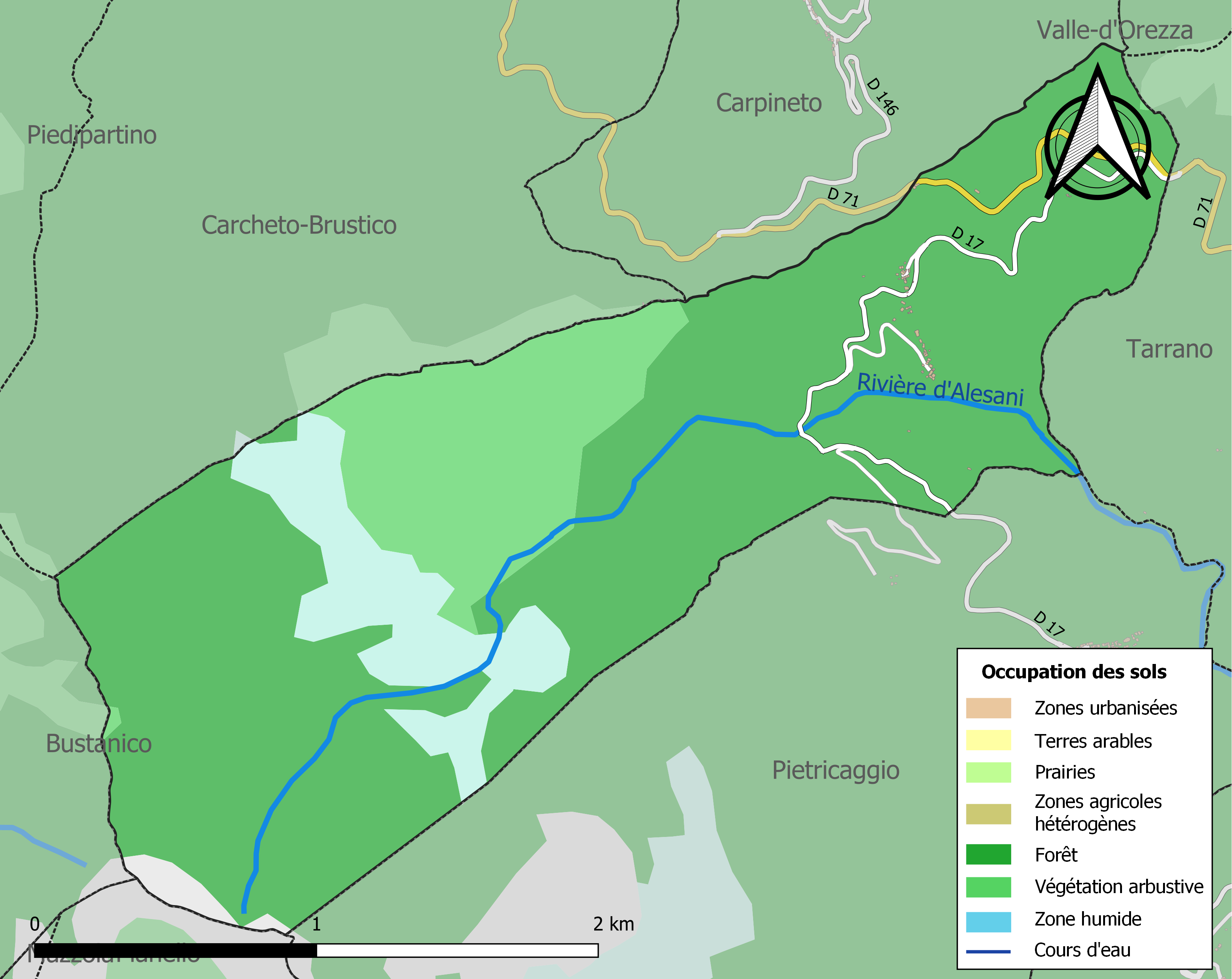
Carte des infrastructures et de l'occupation des sols de la commune en 2018 (CLC).

## Toponymie
Le nom en corse de la commune est Piupeta [pjuˈbɛːda], issu du corse signifiant peupleraie (piopu étant le peuplier).
Un nombre important de documents officiels et de dictionnaires du XIXe siècle préfèrent à Piobetta la graphie Pioppeta conforme à la forme toscanisée (pioppo étant le peuplier en toscan et en italien).

## Politique et administration
| Période                                  | Période  | Identité           | Étiquette | Qualité |
| ---------------------------------------- | -------- | ------------------ | --------- | ------- |
| 1961                                     | 2001     | Orso Pierre Pietri | RPR       | Maire   |
| mars 2001                                | En cours | Pierre Lorenzi     | PS        | Avocat  |
| Les données manquantes sont à compléter. |          |                    |           |         |

## Démographie
L'évolution du nombre d'habitants est connue à travers les recensements de la population effectués dans la commune depuis 1800. Pour les communes de moins de 10 000 habitants, une enquête de recensement portant sur toute la population est réalisée tous les cinq ans, les populations de référence des années intermédiaires étant quant à elles estimées par interpolation ou extrapolation. Pour la commune, le premier recensement exhaustif entrant dans le cadre du nouveau dispositif a été réalisé en 2008.

En 2022, la commune comptait 18 habitants, en évolution de −10 % par rapport à 2016 (Haute-Corse : +5,15 %, France hors Mayotte : +2,11 %).
| 1800 | 1806 | 1821 | 1831 | 1836 | 1841 | 1846 | 1851 | 1856 |
| ---- | ---- | ---- | ---- | ---- | ---- | ---- | ---- | ---- |
| 178  | 277  | 235  | 246  | 251  | 260  | 272  | 279  | 267  |

| 1861 | 1866 | 1872 | 1876 | 1881 | 1886 | 1891 | 1896 | 1901 |
| ---- | ---- | ---- | ---- | ---- | ---- | ---- | ---- | ---- |
| 277  | 262  | 248  | 230  | 230  | 212  | 189  | 192  | 196  |

| 1906 | 1911 | 1921 | 1926 | 1931 | 1936 | 1946 | 1954 | 1962 |
| ---- | ---- | ---- | ---- | ---- | ---- | ---- | ---- | ---- |
| 207  | 203  | 177  | 170  | 178  | 155  | 171  | 111  | 97   |

| 1968 | 1975 | 1982 | 1990 | 1999 | 2006 | 2008 | 2013 | 2018 |
| ---- | ---- | ---- | ---- | ---- | ---- | ---- | ---- | ---- |
| 70   | 60   | 56   | 40   | 30   | 25   | 24   | 22   | 19   |

| 2022 | - | - | - | - | - | - | - | - |
| ---- | - | - | - | - | - | - | - | - |
| 18   | - | - | - | - | - | - | - | - |

## Lieux et monuments
Un peu à l'écart du village se trouvent des ruines de la chapelle pisane San Quilico.
- Église de l'Annonciation, dite l'Annunziata de Piobetta. Elle est inscrite à l'Inventaire général du patrimoine culturel[11].

## Personnalités liées à la commune
Le comte Pierre Vincenti, qui sous les pseudonymes de Pierre Piobb ou P.V Piobb, fut un occultiste célèbre. Sa demeure existe toujours au fond du village.